# Čezeta
De Čezeta was oorspronkelijk een scooter die tussen 1957 en 1964 werd geproduceerd in Tsjecho-Slowakije (nu Tsjechië) door Česká Zbrojovka Strakonice (ČZ), een bedrijf dat motorfietsen produceerde van 1935 tot 1997. Sinds 2013 wordt weer een nieuw type Čezeta geproduceerd: de Čezeta Type 506. Deze elektrische scooter wordt met de hand vervaardigd.

## Types 501, 502 en 505
Tussen 1957 en 1964 produceerde ČZ drie uitvoeringen van het model Čezeta, namelijk type 501, 502 en 505. De scooters hebben een opvallende uitvoering; ze zijn ongeveer twee meter lang en hun gestroomlijnde vorm doet denken aan een torpedo. De brandstoftank bevindt zich boven het voorwiel. Boven de tank is de koplamp gemonteerd in een uitsparing, met daarachter het bagagerek op de vlakke bovenzijde. Čezeta-rijders vergeleken hun scooter daarom vaak met een torpedo met explosieve detonator, maar in de praktijk kwamen zulke explosieven nooit voor. Omdat de brandstoftank boven het voorwiel zit, was de bagageruimte onder de lange zitplaats erg ruim.

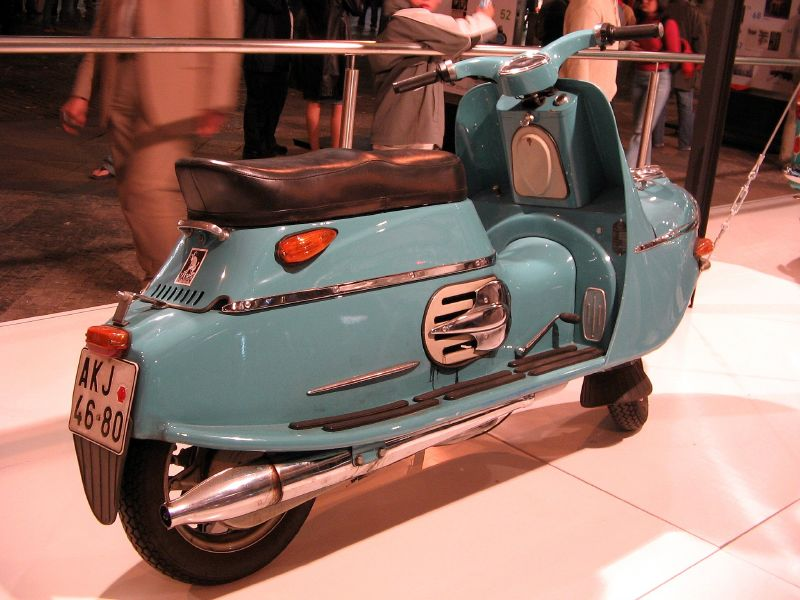
De Čezeta heeft een grote bagageruimte onder het zadel.

De scooter werd aangedreven door een 175 cc tweetakt eencilindermotor van ČZ, met vier versnellingen die met de voet worden bediend. De motor levert de scooter een topsnelheid van ongeveer 90 kilometer per uur en een verbruik van 3,2 liter per 100 kilometer.
De typenummers corresponderen met de uitvoering. De eerste uitvoering werd gebouwd tussen 1957 en 1959 en had typenummer 501. Het achterwiel werd maar aan één zijde bevestigd aan het chassis, voorzien van een rubberen blok als demping. Bij het volgende type, de Čezeta 502, hing het achterwiel aan een vork voorzien van schokdempers. Bovendien was de 502 voorzien van een startmotor. De sub-typenummers gaven verdere kenmerken aan; zo had de 502/00 met 12V een elektrische starter en de 502/01 met 6V een kickstarter.
In 1960 werd gestart met de productie van een nieuw model dat erg populair werd, de Čezeta 505. Dit model had veel overeenkomsten met de 502, de voorkant en veel mechanische onderdelen waren identiek. Het grote verschil met voorgaande modellen was dat de 505 twee achterwielen onder een grote laadbak had. Aan deze uitvoering heeft de 505 zijn bijnaam te danken: de rickshaw.

### Zijspan
De firma Drupol in Stiřín (een plaats vlak bij Praag) produceerde een speciale zijspan voor de Čezeta: de 'Druzeta'. De naam is een combinatie van de namen 'Drupol' en 'Čezeta'. De zijspan was erg populair onder de Čezeta-rijders, maar er werden er slechts 900 gemaakt.

## Type 506
In 2012 werd een nieuw prototype van de Čezeta-scooter gemaakt. Dit model heeft een begrensde topsnelheid van 85 kilometer per uur en wordt elektrisch aangedreven door een grote lithium-ion-accu, goed voor 5000 watt. De topsnelheid en de acceleratie kunnen worden gewijzigd door middel van een bijgeleverd software-pakket gekoppeld aan een USB-aansluiting.
Een nieuw Tsjechisch bedrijf, Čezeta Motoren S.R.O. genaamd, verkreeg de licentie van de Čezeta-handelsmerken en begon in juni 2013 met de productie van de 506, bijna 50 jaar nadat de productie van de benzine-uitvoeringen werd gestopt.

## N-Zeta

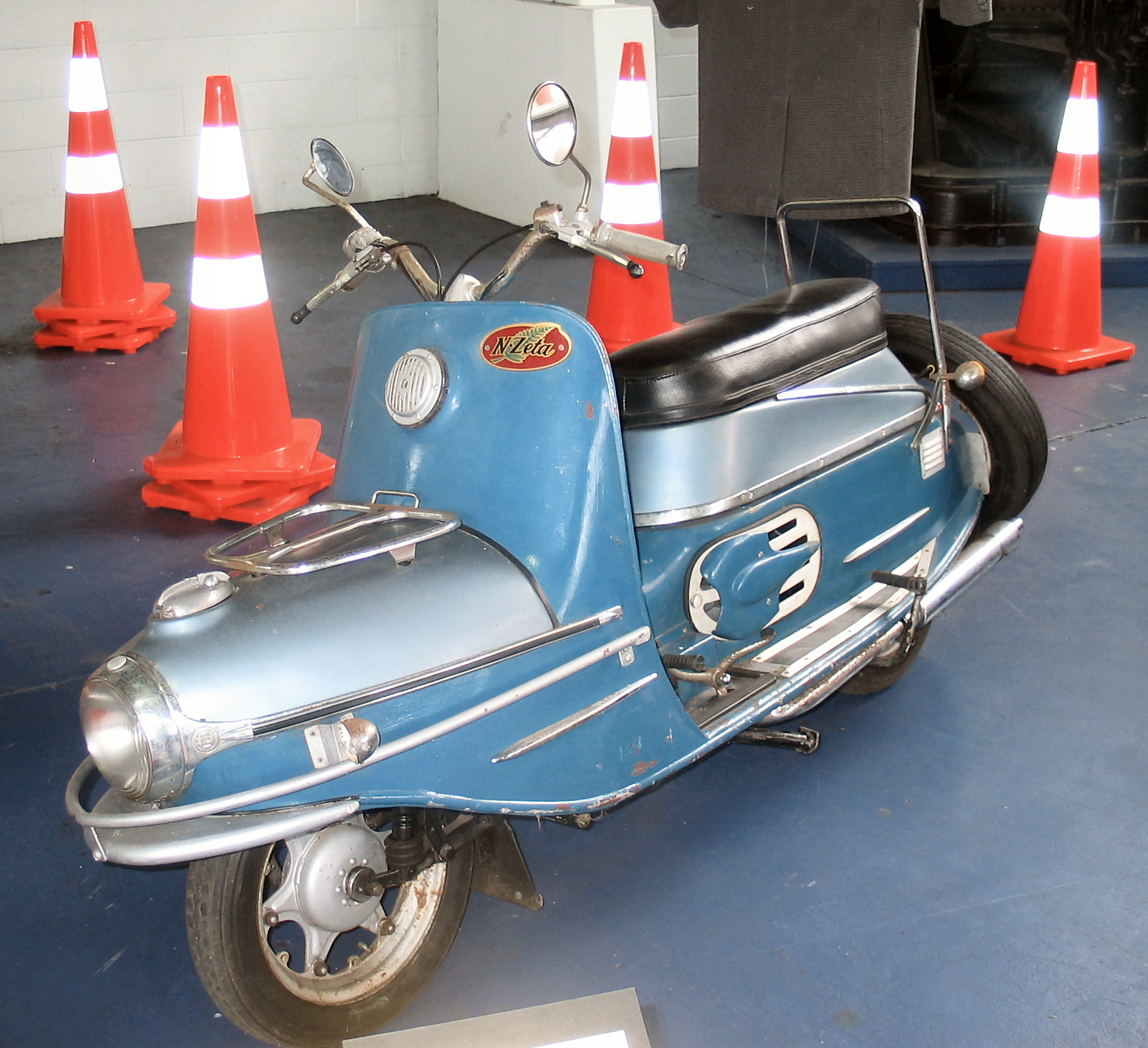
Een in Nieuw-Zeeland vervaardigde N-Zeta

Omdat er tijdens de jaren zestig in Nieuw-Zeeland hoge invoerrechten moest worden betaald op geïmporteerde motorvoertuigen, was het produceren van motorfietsen op eigen bodem veel goedkoper. Vanaf 1958 of 1959 werd door het Nieuw-Zeelandse bedrijf JNZ Manufacturing Ltd een imitatie van de Čezeta 501 geproduceerd onder de naam 'N-Zeta'. Deze had een grotere motor dan het origineel; een 200 cc tweetaktmotor die 8 pk leverde, en een dubbele uitlaat. De topsnelheid van deze uitvoering lag op 80 kilometer per uur. Later werd een imitatie van de Čezeta 502 geproduceerd, waarvan een groot aantal voorzien werd van een elektrische startmotor. Het nieuwe model had slechts één uitlaat, maar leverde 9,5 pk en had een topsnelheid van 95 kilometer per uur.